# کاوشگر طیف‌سنج فرابنفش دور
کاوشگر طیف‌سنج فرابنفش دور (انگلیسی: Far Ultraviolet Spectroscopic Explorer) که به اختصار FUSE نامیده می‌شود، تلسکوپی فضایی است که توسط آزمایشگاه فیزیک کاربردی دانشگاه جانز هاپکینز اداره مدیریت می‌شود. این کاوشگر در ۲۴ ژوئن ۱۹۹۹ توسط راکت دلتا ۲ به عنوان بخشی از برنامه ریشه‌های ناسا به فضا پرتاب شد. این کاوشگر قادر به تشخیص نور در بخش فرابنفش دور از طیف الکترومغناطیس بین ۹۰٫۵ تا ۱۱۹٫۵ نانومتر است که بیشتر تلسکوپ‌ها قادر به رصد آن نیستند.
مأموریت اولیه کاوشگر طیف‌سنج فرابنفش دور با هدف تشریح دوتریوم جهانی و در تلاش برای آگاهی از زمان پردازش ستاره‌ای دوتریوم به‌جامانده از مه‌بانگ انجام شد. این کاوشگر در مدار نزدیک زمین و ارتفاع تقریبی ۷۶۰ کیلومتری قرار دارد.